# 森可敦
森 可敦（もり よしあつ）は、江戸時代中期の播磨国三日月藩の世嗣。通称は左京。

## 略歴
第2代藩主・森長記の長男。
三日月藩嫡子として育ち、享保15年（1730年）に徳川吉宗に拝謁する。しかし病弱を理由に元文元年（1736年）に廃嫡され、代わって弟・俊春が嫡子となった。安永5年（1776年）、61歳で死去した。法名は盛徳院可敦棄雲。

## 系譜
- 父：森長記（1687-1767）
- 母：不詳
- 室：不詳
  - 女子：船越景順正室
  - 女子：滝川利広正室 - のち松平定寅正室
  - 女子：平岡良寛養女